# Wallefeld

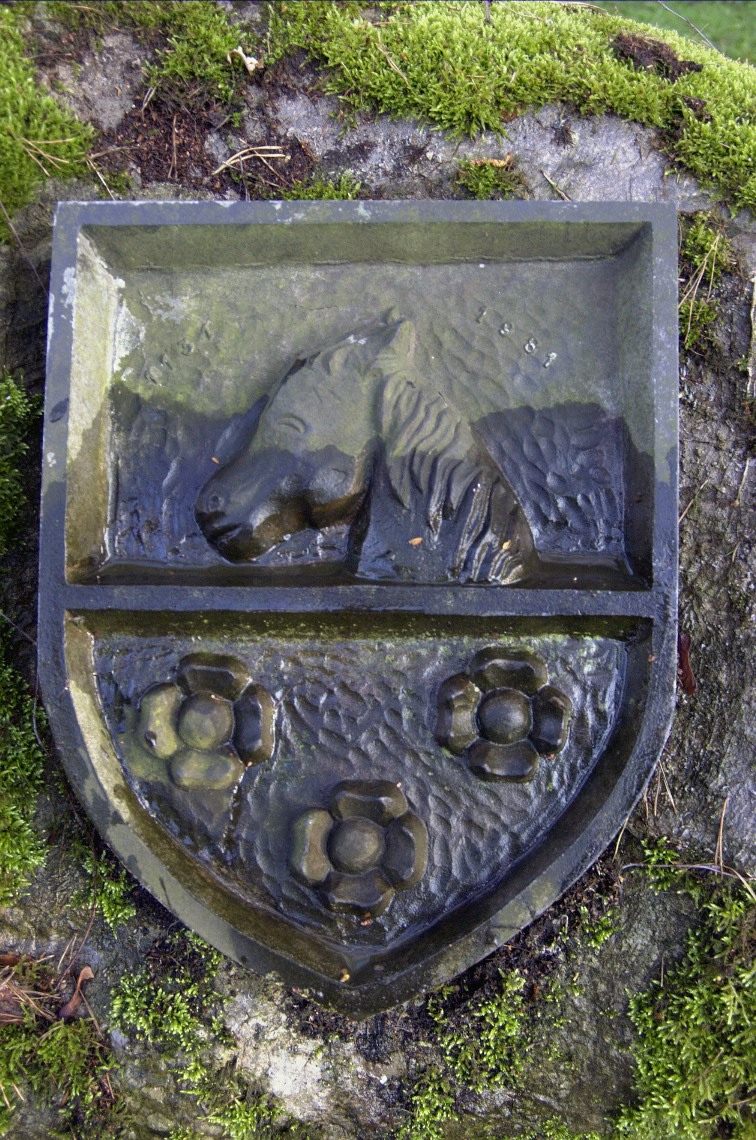
Das Wappen wurde 1981 anlässlich des 850-jährigen Bestehens vom örtlichen Verschönerungsverein im Zentrum des Ortes angebracht.

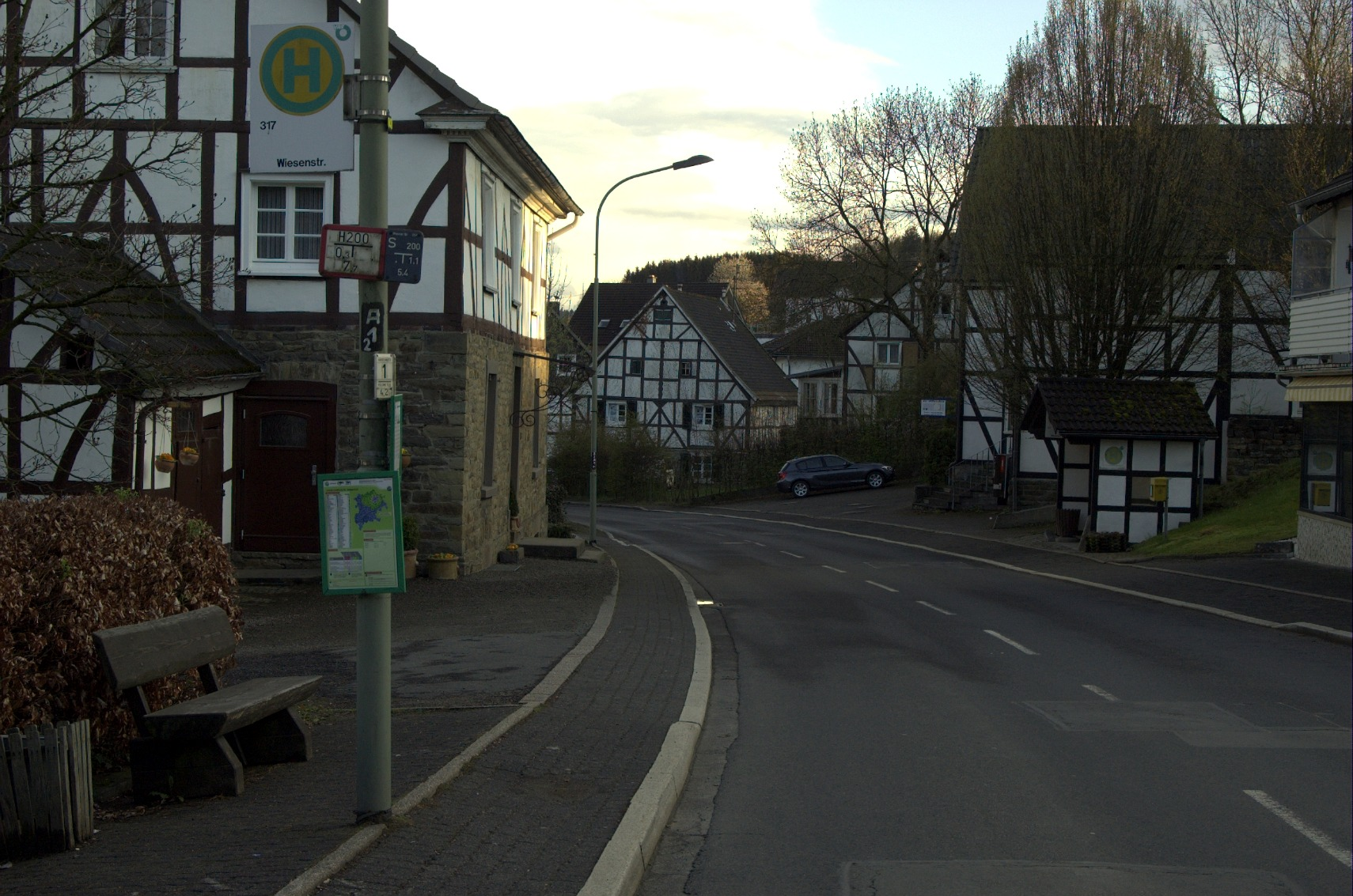
Wallefeld-Unterdorf. Die L 307 von Gummersbach kommend nach Engelskirchen-Ründeroth.

Wallefeld ist eine Ortschaft in Engelskirchen im Oberbergischen Kreis im Regierungsbezirk Köln in Nordrhein-Westfalen (Deutschland).

## Lage und Beschreibung
Wallefeld ist Kurort und liegt ca. 7,9 km vom Hauptort Engelskirchen entfernt.

## Geschichte

### Erstnennung
Nach 1131 wurde der Ort das erste Mal urkundlich erwähnt.
Schreibweise der Erstnennung: Waleuelt (ebd.)

Spätere Schreibweise (um 1450):  Valvelde

### Sparkasse
Die Sparkasse der Gemeinde Ründeroth als historische Vorläuferin der jetzigen Geschäftsstelle nahm am 1. April 1882 den Betrieb auf. Wie bei anderen Sparkassen stand die Erwartung dahinter, den wirtschaftlich schwachen Bevölkerungskreisen eine bescheidene Vermögensbildung zur Verringerung der persönlichen Lebensrisiken zu ermöglichen. Das erste Domizil befand sich bis 1903 in Wallefeld am Wohnort des Rendanten Friedrich Gösser, der das Institut als Ein-Mann-Betrieb verwaltete. Der Standort war gegenüber der Einmündung zum Hermann Gösser Weg (Sohn von Friedrich Gösser).

## Freizeit

### Vereinswesen
- Der Männergesangverein „Liedertafel“ Wallefeld, gegründet 1851, feierte 2011 sein 160-jähriges Bestehen.[5]
- Der Frauenchor Wallefeld feierte im April 2012 sein 25-jähriges Bestehen.
- Verschönerungsverein Wallefeld
- Der TV Wallefeld feierte vom 30. Juni 2012 bis 1. Juli 2012 sein 100-jähriges Bestehen
- Ältestes privatbetriebenes Naturbad (Freibad) der Bundesrepublik, das am 1. und 2. Juni 2007 sein 75-jähriges Bestehen feierte.[6]

### Sport
- Freibad Wallefeld
- Handballverein TV Wallefeld (2 Herren-Senioren sowie diverse weibliche Jugendmannschaften).

### Wandern und Radwege
Folgende Wanderwege werden vom Wanderparkplatz Wallefeld-Freibad vom SGV angeboten:
- A1 (3,2 km) – A2 (3,2 km) – A3 (6,0 km)

## Persönlichkeiten die in Wallefeld geboren wurden
- Ernst Joest (1873–1926), Veterinärmediziner